# Meisje aan het virginaal
Meisje aan het virginaal is een schilderij van Catharina van Hemessen in het Wallraf-Richartz-Museum in Keulen. Het werk is samen met het Zelfportret van Catharina van Hemessen in Kaapstad (met kopieën in Bazel en Sint-Petersburg) een van de oudst bewaard gebleven gesigneerde schilderijen van een vrouwelijke schilder uit de Nederlanden.

## Voorstelling

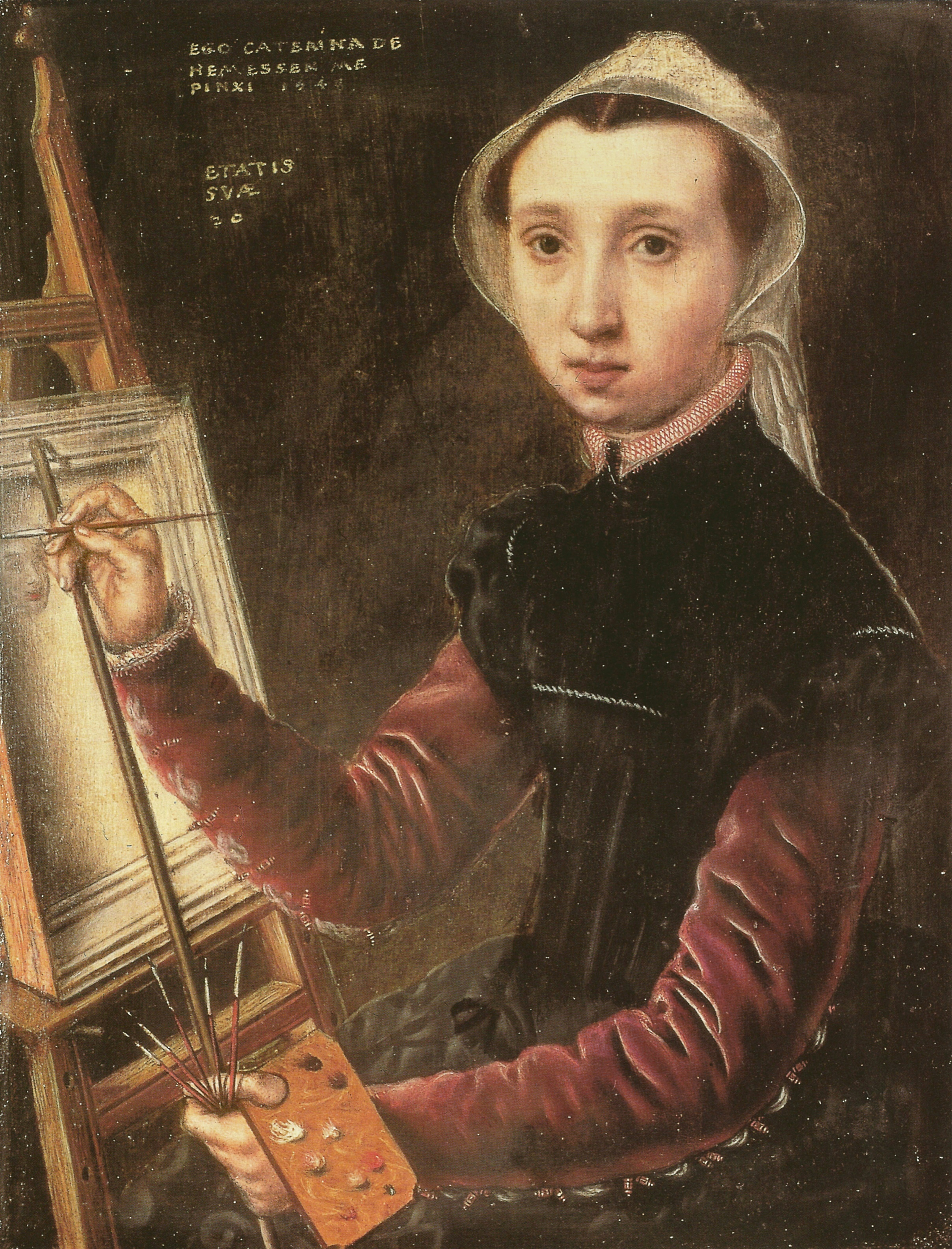
Catharina van Hemessen. Zelfportret. 1548. Bazel, Kunstmuseum Basel.

Het stelt een jonge vrouw voor. Volgens het opschrift rechtsmidden is ze 22 (‘ÆTATIS SVÆ 22’). Ze draagt precies dezelfde kleding als Catharina van Hemessen op haar zelfportret: een zwarte jurk met rode mouwen en een kapje van kant. Maar in plaats van schilderen maakt deze vrouw muziek op een virginaal. Aan de binnenzijde van dit instrument staat in het Latijn de tekst ‘HABET ERGO MINVS [NON]’ (het is niet minder). Wie de vrouw is, is niet helemaal zeker. Volgens de kunsthistorici Rozsika Parker en Griselda Pollock is het mogelijk Catharinas zuster, Christina van Hemessen. In dat geval is het mogelijk bedoeld als pendant van het Zelfportret van Catharina van Hemessen.

## Toeschrijving en datering
Het portret is rechtsboven gesigneerd en gedateerd ‘CATERINA DE HEMESSEN / PINGEBAT 1548’ (Caterina de Hemessen heeft [dit] geschilderd [in het jaar] 1548).

## Herkomst
Het werd in 1916 nagelaten aan het Wallraf-Richartz-Museum door Emmy Schnitzler uit Berlijn.